# N/a
n/a、N/Aは、該当なし（英語: not applicable）、あるいは利用できない（英: not available）を意味する英語の略語で、主に表などにおいて使用される。

## Not applicable
Not applicableは、2つ以上の物体が組み合わない場合や該当しない場合に使われる。たとえば、スポーツの総当たり戦の対戦表で、同じチーム同士が対戦するセル（升目）に記載される。

## Not available
Not availableは、データが存在しないか一時的にデータが無い場合に使われる。たとえば、価格表において、まだ販売価格が設定されていない新発売の商品の値段の欄に「未定」の意で記載される。物質の場合は、まだ定義されていないもの、名称がないものなど。

### No longer available
No longer availableは恒久的にデータが無くなった場合に使われる。販売カタログでは販売終息（いわゆる「廃番」……カタログ落ちを指す）を示す場合や、販売終息品の各種資料が提供不能であることを示す。なお出版の分野では「絶版」、音楽・映像ソフト業界（いわゆるレコード業界）では「廃盤（はいばん）」、という用語が使われる。

## NA
R言語など一部のプログラミング言語では、not availableをNAと表現することがある。日本語では「欠損値」と訳される。
IEEE 754で定められた例外値ではないので、細部の挙動は言語仕様によるが、通常のNAを含む演算はすべて結果がNAになる。そのため、NAかどうかの判定にはNA判定関数が使われる。
これらはNaNに似ているが、NaN==NaNの結果が偽なのに対し、NA==NAの結果はNAである。